# Allan Holdsworth
Allan Holdsworth (født 6. august 1946 i Bradford, død 15. april 2017 i Vista) var en britisk jazz-guitarist og komponist.
Holdsworth var en fusionsjazz-guitarist og vidt kendt for sine bidrag til genren. Han var velanset for kompleksiteten i sine kompositioner og improvisationer. Anmeldere har sammenlignet hans kompositioner med Franz Liszt, og hans uforlignelige teknik er blevet rost af rock-guitarister som f.eks. Edward Van Halen og Frank Zappa.
Holdsworth har været forgangsmand inden for adskillige guitarteknikker, som er blevet vidt efterlignet af andre guitarister. Han har indspillet musik inden for mange forskellige musikgenrer i årenes løb, inkl. en kort flirt med pop, da han samarbejdede med den engelske gruppe Level 42.
Allan Holdsworths første indspilning var med Igginbottom ("Wrench") i 1969. I begyndelsen af 1970'erne kom han med i Jon Hisemans Tempest. Senere arbejdede han sammen med jazzrock-grupper som f.eks. Gong, Soft Machine, The New Tony Williams Lifetime, og Jean Luc Ponty, på "Enigmatic Ocean" – der af mange regnes for den bedste fusionsplade nogensinde. Senere i 1970'erne var han med i gruppen UK sammen med John Wetton, Bill Bruford og Eddie Jobson. I slutningen af 70'erne arbejdede og indspillede han sammen med Gordon Beck og jazz-trommeslageren John Stevens.
Holdsworth var også anerkendt for sine egne kompositioner, der musikalsk rangerer fra progressiv fusionsjazz (f.eks. hans guitarspil på Soft Machines Bundles) til romantisk og "spacey" guitar-/synthesizer-spil.